# Leonid Nechayev
Leonid Nechayev (Moscou, 3 de maio de 1939 - 24 de janeiro de 2010) foi um diretor de cinema russo.